# Джон Секстон
Джон Едвард Секстон (англ. John Sexton; нар. 29 вересня 1942) — п'ятнадцятий президент Нью-Йоркського університету, займав цю посаду з 17 травня 2002 року. До цього він обіймав посаду декана Школи права при Нью-Йоркському університеті, однієї з п'яти вищих юридичних навчальних закладів в країні, відповідно до U.S. News & World Report. До 1 січня 2008 року, він також був Головою Правління Федерального резервного банку Нью-Йорка.Глава ради керуючих - Нью-Йоркська академія наук .